# N'Dorola (département)
Cet article concerne le département et la commune rurale. Pour le village chef-lieu, voir N'Dorola.

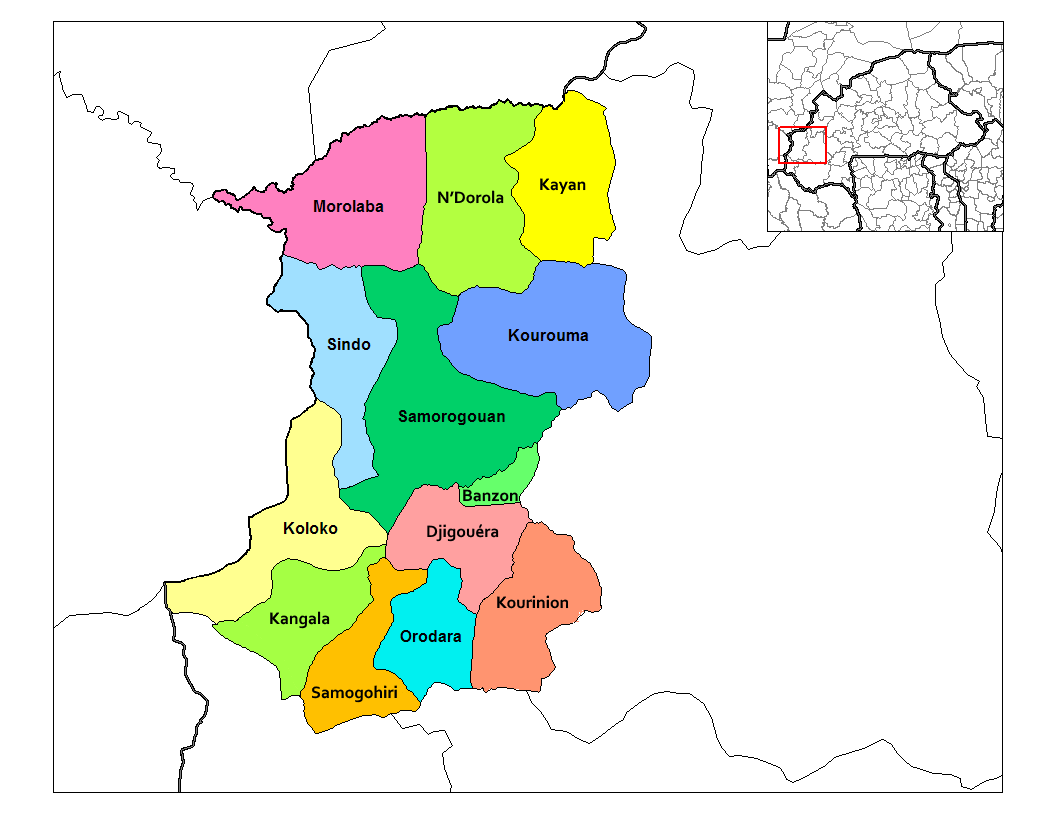
Localisation de la province de Kénédougou

N’Dorola est un département et une commune rurale de la province du Kénédougou, dont il est le chef-lieu, situé dans la région des Hauts-Bassins au Burkina Faso.
En 2006, le dernier recensement comptabilise 30 703 habitants

## Villages
Le département et la commune rurale de N’Dorola est administrativement composé de vingt-deux villages, dont le village chef-lieu homonyme :
- Bangasso
- Dain-Maïssara
- Deina
- Dingasso 1
- Dingasso 2
- Fadona
- Famberla
- Kagnagara
- Kanama
- Karfara
- Kodona
- Koko
- Korkina
- N’Dorola, chef-lieu
- Séfina I
- Séfina II
- Séguédougou
- Sikorla
- Sinani
- Siri
- Témékina
- Tiangouéra
- Torokoto